# Paweł Horoszowski
Paweł Horoszowski (ur. 26 października 1908 w Kammershof) – polski prawnik, psycholog, wykładowca akademicki, specjalizujący się w zagadnieniach z kryminalistyki i kryminologii, pionier badań poligraficznych w Polsce oraz fotografii kryminalistycznej i psychologii sądowej.

## Życiorys
Paweł Horoszowski przyszedł na świat 26 października 1908 roku w Kammershof w Austrii. Jego ojciec był urzędnikiem niskiego szczebla w fabryce, zanim wyemigrował na wschód i pracował w kopalniach w Borysławiu. Matka Horoszowskiego była przez większość czasu gospodynią domową. Przed wybuchem wojny Horoszowski zajmował się pracą fizyczną i pracował jako korepetytor. Ukończył Państwowe Liceum w Drohobyczu, następnie w 1928 rozpoczął studia na Wydziale Prawa i Administracji Uniwersytetu Jagiellońskiego. Po drugim roku studiów w 1930 przeniósł się do Warszawy, gdzie kontynuował naukę na Wydział Prawa Administracji Uniwersytetu Warszawskiego. Ukończył tam naukę w 1932 roku uzyskując dyplom magistra prawa. Od roku 1931 brał udział w seminarium prawa karnego. W 1934 roku podjął kolejne studia na Wydziale Humanistycznym Uniwersytetu Warszawskiego, które skończył przedterminowo w roku 1937 otrzymując dyplom magistra nauk filozoficznych na specjalizacji psychologicznej. Od końca 1939 do 1941 Horoszowski przebywał we Lwowie, gdzie pracował jako asystent profesora Wasyla Cipkowskiego w Katedrze Medycyny Sądowej i Kryminalistyki na Uniwersytecie Lwowskim. Tam wyposażył, urządził i inaugurował zaawansowane laboratorium kryminalistyczne, które w późniejszym okresie przeprowadzało szereg analiz dla organów państwowych. Po zakończeniu wojny wiosną 1945 roku Horoszowski został zatrudniony w  Komendzie Głównej Milicji Obywatelskiej jako szef Sekcji Naukowo-Technicznej Ekspertyzy. Tam nadzorował ekspertyzy z zakresu balistyki, mechanoskopii, daktyloskopii oraz grafologii. W późniejszym okresie pracował i przeprowadzał rozmaite eksperymenty i badania w ramach Katedry Kryminalistyki Uniwersytetu Warszawskiego. W 1945 roku zdobył stopień doktora nauk prawnych, zaś w  roku 1951 otrzymał stopień doktora filozofii w zakresie psychologii na Wydziale Filozoficzno-Społecznym Uniwersytetu Warszawskiego. 30 czerwca 1954 roku Horoszowskiemu przyznano tytułu profesora nadzwyczajnego przez Centralną Komisję Kwalifikacyjną dla Pracowników Nauki. Pracował także jako wykładowca na Uniwersytecie Łódzkim. Od roku 1956 piastował funkcję kierownika katedry kryminalistyki Uniwersytetu Warszawskiego. 10 stycznia 1964 roku Horoszowski otrzymał tytuł profesora zwyczajnego. W 1969 roku wyemigrował do Stanów Zjednoczonych, gdzie zmarł 11 września 1986 roku w miejscowości Saint Petersburg na Florydzie.
W roku 1963 Horoszowski pierwszy raz użył nazwy „wariograf” w publikacji naukowej. Twierdził, że używana na całym świecie nazwa "poligraf" może być myląca z uwagi na skojarzenie z poligrafią. Termin "wariograf" funkcjonuje obecnie wyłącznie w języku polskim.

## Kontrowersje
PWN w 1958 roku wydało „Kryminalistykę” Horoszowskiego. Był to pierwszy powojenny podręcznik z dziedziny kryminalistyki, w którym Horoszowski poświęcił prawie trzy strony badaniom psychofizjologicznym. Zdaniem specjalistów z tej dziedziny, temat ten opisał nierzetelnie bazując na swoich opiniach, a nie naukowych faktach. powierzchownie, a zamiast faktów i teorii naukowych wyłożył swoje zdanie. Horoszowski w publikacji pisze, że „założeniem mającym uzasadnić stosowanie aparatury była błędna koncepcja ścisłej rzekomo proporcji między siłą bodźca natury emocjonalnej, a (...) zmianami fizjologicznymi. Całkowicie dowolnie i błędnie przyjęto założenie, że określonym bodźcom towarzyszą zawsze specyficzne (adekwatne do bodźców) zmiany fizjologiczne, które można dokładnie mierzyć przy pomocy odpowiednich aparatów”. Należy zaznaczyć, że w chwili wydania drukiem podręcznika w Polsce nie istniały żadne źródła na temat badań poligraficznych, a ponadto nie przeprowadzono żadnego badania w ramach eksperymentów naukowych, ani do celów prywatnych.
Co zaskakujące, gdy Paweł Horoszowski wrócił ze stypendium Fundacji Forda ze Stanów Zjednoczonych, nie tylko zachwycał się możliwościami i skutecznością wariografu, ale nawet przywiózł do kraju zakupiony w USA trzykanałowy poligraf firmy Stoelting model 22500, który był tym samym pierwszym używanym w Polsce urządzeniem do wykrywania kłamstwa. Niestety nie przeszedł żadnego szkolenia z zakresu jego obsługi, a uzyskał wyłącznie powierzchowne informacje na temat jego działania.
Dnia 27 czerwca 1963 roku Paweł Horoszowski przeprowadził pierwsze w Polsce badanie psychofizjologiczne w celach dowodowe z wykorzystaniem poligrafu. Sprawa odnosiła się do morderstwa i była prowadzona przez Prokuraturę Wojewódzką w Olsztynie (sygn. akt: II Ds. 25/63). Opierając się o przygotowany wówczas przez Horoszowskiego opis badania eksperci podważają wiarygodność tego badania wskazując na nieścisłości związane z nieprzestrzeganiem elementarnych zasad i standardów wynikających z wiedzy o funkcjonowaniu ludzkiego organizmu. Ich zdaniem Horoszowski badał między innymi reakcje na pytania zadawane z zaskoczenia, co przeczy wiedzy naukowej i wpływa, bez względu na treść pytania, na wystąpienie reakcji, która może być interpretowana jako oznaka próby wprowadzania w błąd. 
Drugie badanie w celach dowodowych miało miejsce w 1964 roku i zostało wykonane dla Sądu Wojewódzkiego w Lublinie (sygn. akt: IV K 27/64). Do tego badania odniósł się Sąd Najwyższy w uzasadnieniu do wydanego wyroku (sygn. akt: III K 177/64) pisząc w nim: „Eliminując nawet z liczby dowodów wynik badania poligraficznego przeprowadzonego przez prof. Horoszowskiego, stwierdzić należy, że Sąd Wojewódzki miał dostateczne podstawy do przypisania oskarżonemu winy”. W związku z kontrowersjami i wątpliwościami co do umiejętności profesora Horoszowskiego w zakresie obsługi poligrafu oraz brakiem ich prawnego umocowania, odstąpiono od zlecania takich badań w celach dowodowych.